# Afia (Gunungsitoli Utara)
Afia is een bestuurslaag in het regentschap Gunungsitoli van de provincie Noord-Sumatra, Indonesië. Afia telt 1748 inwoners (volkstelling 2010).